# Morti nel 2017/Novembre
| Questa pagina contiene informazioni ricavate automaticamente dalle voci biografiche con l'ausilio del template Bio e di un bot. L'aggiornamento è periodico e automatico e ricostruisce completamente la pagina. Se manca una persona in questa lista, sei pregato di non aggiungerla, ma accertati piuttosto che la sua voce biografica contenga il template Bio e che i dati anagrafici siano correttamente compilati. Se il template Bio manca, inseriscilo tu stesso o, in alternativa, metti l'avviso {{tmp\|Bio}} che ne segnala la mancanza. Se i dati riportati sono sbagliati, correggi direttamente la voce biografica; le modifiche saranno visibili in questa lista entro pochi giorni. Per chiarimenti vedi il progetto biografie. La lista contiene solo le 195 persone che sono citate nell'enciclopedia e per le quali è stato implementato correttamente il template Bio. Pagina aggiornata al 18 ago 2025. |

- 1º novembre - Jim Bain, arbitro di pallacanestro statunitense (n. 1932)
- 1º novembre - Ramón Cabrero, allenatore di calcio e calciatore spagnolo (n. 1947)
- 1º novembre - Rosemary Lassig, nuotatrice australiana (n. 1941)
- 1º novembre - Václav Machek, pistard cecoslovacco (n. 1925)
- 1º novembre - Vladimir Makanin, scrittore russo (n. 1937)
- 1º novembre - Ernie Pieterse, pilota automobilistico sudafricano (n. 1938)
- 1º novembre - Manlio Simonetti, filologo classico e latinista italiano (n. 1926)
- 1º novembre - Massimo Wilde, politico italiano (n. 1944)
- 1º novembre - Antonio Zurru, politico italiano (n. 1945)
- 2 novembre - Costanzo Balleri, allenatore di calcio e calciatore italiano (n. 1933)
- 2 novembre - Paul Thomas, allenatore di pallacanestro canadese (n. 1926)
- 3 novembre - Gaetano Bardini, tenore italiano (n. 1926)
- 3 novembre - Abdur Rahman Biswas, politico bangladese (n. 1926)
- 3 novembre - Sid Catlett, cestista statunitense (n. 1948)
- 3 novembre - Jiří Kormaník, lottatore cecoslovacco (n. 1935)
- 3 novembre - Ada Princigalli, giornalista italiana (n. 1925)
- 3 novembre - Ivan Suardi, compositore e musicista italiano (n. 1959)
- 4 novembre - Denis André Dasoul, calciatore belga (n. 1983)
- 4 novembre - Isabel Granada, attrice e cantante filippina (n. 1976)
- 4 novembre - Henry Gujer, cestista svizzero (n. 1920)
- 5 novembre - Alberto Baldan Bembo, polistrumentista, arrangiatore e compositore italiano (n. 1938)
- 5 novembre - Roger Becker, tennista e allenatore di tennis britannico (n. 1934)
- 5 novembre - Renzo Calegari, fumettista italiano (n. 1933)
- 5 novembre - Francesco Cocco, architetto e artista italiano (n. 1935)
- 5 novembre - Nancy Friday, scrittrice statunitense (n. 1933)
- 5 novembre - Robert Knight, cantante statunitense (n. 1940)
- 5 novembre - Emanuele Occelli, poeta e pianista italiano (n. 1926)
- 5 novembre - Lothar Thoms, pistard tedesco (n. 1956)
- 5 novembre - Hugo Zarich, calciatore argentino (n. 1940)
- 5 novembre - Mansour bin Muqrin Al Sa'ud, principe, politico e imprenditore saudita (n. 1974)
- 5 novembre - Dionatan Teixeira, calciatore brasiliano (n. 1992)
- 6 novembre - Romano Bertola, compositore, paroliere e scrittore italiano (n. 1936)
- 6 novembre - Daniele Demma, attore, doppiatore e autore televisivo italiano (n. 1957)
- 6 novembre - Karin Dor, attrice tedesca (n. 1938)
- 6 novembre - Richard Gordon, astronauta statunitense (n. 1929)
- 6 novembre - Günter Hoge, calciatore tedesco orientale (n. 1940)
- 6 novembre - Feliciano Rivilla, calciatore spagnolo (n. 1936)
- 7 novembre - Paul Buckmaster, violoncellista, compositore e arrangiatore britannico (n. 1946)
- 7 novembre - Roy Halladay, giocatore di baseball statunitense (n. 1977)
- 7 novembre - Brad Harris, attore e produttore cinematografico statunitense (n. 1933)
- 7 novembre - Hans-Michael Rehberg, attore tedesco (n. 1938)
- 7 novembre - Carl Sargeant, politico gallese (n. 1968)
- 7 novembre - Hans Schäfer, calciatore tedesco (n. 1927)
- 8 novembre - Antonio Carluccio, cuoco, imprenditore e personaggio televisivo italiano (n. 1937)
- 8 novembre - Charles Tyner, attore statunitense (n. 1925)
- 8 novembre - Carlo Vetrugno, dirigente d'azienda italiano (n. 1950)
- 8 novembre - Josip Weber, calciatore croato (n. 1964)
- 9 novembre - Ingrid Almqvist, giavellottista e pallamanista svedese (n. 1927)
- 9 novembre - Mehmet Baturalp, cestista e allenatore di pallacanestro turco (n. 1936)
- 9 novembre - Akbar Eftekhari, calciatore iraniano (n. 1943)
- 9 novembre - John Hillerman, attore statunitense (n. 1932)
- 9 novembre - Chuck Mosley, cantante statunitense (n. 1959)
- 9 novembre - James Sladky, danzatore su ghiaccio statunitense (n. 1947)
- 9 novembre - Shyla Stylez, attrice pornografica canadese (n. 1982)
- 10 novembre - Guy Barrabino, schermidore francese (n. 1934)
- 10 novembre - Nancy Dupree, storica e archeologa statunitense (n. 1927)
- 10 novembre - Bernhard Eckstein, ciclista su strada tedesco (n. 1935)
- 10 novembre - Ray Lovelock, attore e cantante italiano (n. 1950)
- 10 novembre - Erika Remberg, attrice austriaca (n. 1932)
- 11 novembre - Kirti Nidhi Bista, politico nepalese (n. 1927)
- 11 novembre - Chiquito de la Calzada, attore, comico e cantante spagnolo (n. 1932)
- 11 novembre - Frank Corsaro, regista teatrale e attore statunitense (n. 1924)
- 11 novembre - Edward S. Herman, economista statunitense (n. 1925)
- 11 novembre - Nate Hobgood-Chittick, giocatore di football americano statunitense (n. 1974)
- 11 novembre - Baard Owe, attore norvegese (n. 1936)
- 11 novembre - Alessandro Pansa, dirigente d'azienda e economista italiano (n. 1962)
- 11 novembre - Park Jung-bae, calciatore sudcoreano (n. 1967)
- 11 novembre - Sante Pedrelli, poeta e sindacalista italiano (n. 1924)
- 11 novembre - Cornelia Sideri, canoista rumena (n. 1938)
- 12 novembre - Michel Chapuis, organista e insegnante francese (n. 1930)
- 12 novembre - Georges Firmin, sollevatore francese (n. 1924)
- 12 novembre - Miklós Holop, pallanuotista ungherese (n. 1925)
- 12 novembre - Alfonso Dante Mion, calciatore italiano (n. 1930)
- 12 novembre - Abd al-Wahid Pallavicini, islamista italiano (n. 1926)
- 12 novembre - Bernard Panafieu, cardinale e arcivescovo cattolico francese (n. 1931)
- 12 novembre - Sol Schlinger, sassofonista statunitense (n. 1926)
- 13 novembre - Paul Brown, costumista e scenografo britannico (n. 1960)
- 13 novembre - Jeff Capel, allenatore di pallacanestro statunitense (n. 1953)
- 13 novembre - Bobby Doerr, giocatore di baseball statunitense (n. 1918)
- 13 novembre - Alina Janowska, attrice polacca (n. 1923)
- 13 novembre - David Poisson, sciatore alpino francese (n. 1982)
- 13 novembre - Santiago Vernazza, calciatore argentino (n. 1928)
- 14 novembre - Ruth Bondy, scrittrice, giornalista e traduttrice ceca (n. 1923)
- 14 novembre - Doug Jones, pugile statunitense (n. 1937)
- 14 novembre - Jean-Pierre Schmitz, ciclista su strada e ciclocrossista lussemburghese (n. 1932)
- 14 novembre - Shyama, attrice indiana (n. 1935)
- 14 novembre - Nikola Stojanović, giocatore di football americano serbo (n. 1988)
- 14 novembre - Delfina Vezzoli, traduttrice italiana (n. 1944)
- 15 novembre - Luis Bacalov, pianista, compositore e direttore d'orchestra argentino (n. 1933)
- 15 novembre - Jill Barklem, scrittrice e illustratrice britannica (n. 1951)
- 15 novembre - Françoise Héritier, antropologa e etnologa francese (n. 1933)
- 15 novembre - Joy Lofthouse, aviatrice e insegnante britannica (n. 1923)
- 15 novembre - Giuseppe Laras, rabbino, teologo e storico italiano (n. 1935)
- 15 novembre - Hamad Ndikumana, calciatore ruandese (n. 1978)
- 15 novembre - Lil Peep, rapper e cantautore statunitense (n. 1996)
- 16 novembre - Mario Andrione, politico italiano (n. 1932)
- 16 novembre - Teresita Castillo, veggente filippina (n. 1927)
- 16 novembre - Camilo Cerviño, calciatore argentino (n. 1928)
- 16 novembre - John Gambino, mafioso italiano (n. 1940)
- 16 novembre - Adalberto Giazotto, fisico italiano (n. 1940)
- 16 novembre - Robert Hirsch, attore francese (n. 1925)
- 16 novembre - René Latourelle, presbitero e teologo canadese (n. 1918)
- 16 novembre - Gianluca Mattioli, arbitro di pallacanestro italiano (n. 1967)
- 16 novembre - Dik Mik, tastierista inglese (n. 1943)
- 16 novembre - Hiromi Tsuru, attrice e doppiatrice giapponese (n. 1960)
- 16 novembre - Ann Wedgeworth, attrice statunitense (n. 1934)
- 17 novembre - Piero Baccelli, politico italiano (n. 1928)
- 17 novembre - Beryl Bartlett, tennista sudafricana (n. 1924)
- 17 novembre - Luigi Bertocchi, ostacolista italiano (n. 1965)
- 17 novembre - Earle Hyman, attore statunitense (n. 1926)
- 17 novembre - Bal Thackeray, politico indiano (n. 1926)
- 17 novembre - Totò Riina, mafioso e terrorista italiano (n. 1930)
- 17 novembre - Aleksandr Sal'nikov, cestista sovietico (n. 1949)
- 17 novembre - Rikard Wolff, attore, cantante e doppiatore svedese (n. 1958)
- 17 novembre - Wan Zawawi, calciatore malaysiano (n. 1949)
- 18 novembre - Azzedine Alaïa, stilista tunisino (n. 1935)
- 18 novembre - Giorgio Antonucci, medico e psicoterapeuta italiano (n. 1933)
- 18 novembre - Commins Menapi, calciatore e allenatore di calcio salomonese (n. 1977)
- 18 novembre - Youssouf Ouédraogo, politico burkinabé (n. 1952)
- 18 novembre - Francesco Porcari, artista e pittore italiano (n. 1938)
- 18 novembre - Friedel Rausch, allenatore di calcio e calciatore tedesco (n. 1940)
- 18 novembre - Gillian Rolton, cavallerizza australiana (n. 1956)
- 18 novembre - Pancho Segura, tennista e allenatore di tennis ecuadoriano (n. 1921)
- 18 novembre - Naim Süleymanoğlu, sollevatore bulgaro (n. 1967)
- 18 novembre - Malcolm Young, chitarrista britannico (n. 1953)
- 19 novembre - Peter Baldwin, regista e attore statunitense (n. 1931)
- 19 novembre - Joseph Borg, calciatore maltese (n. 1958)
- 19 novembre - Charles Manson, criminale statunitense (n. 1934)
- 19 novembre - Gianfranco Maretti Tregiardini, poeta italiano (n. 1939)
- 19 novembre - Fernando Matthei, generale e politico cileno (n. 1925)
- 19 novembre - Andrea Cordero Lanza di Montezemolo, cardinale e arcivescovo cattolico italiano (n. 1925)
- 19 novembre - Jana Novotná, tennista ceca (n. 1968)
- 19 novembre - Luther Rackley, cestista statunitense (n. 1946)
- 19 novembre - Della Reese, cantante e attrice statunitense (n. 1931)
- 19 novembre - Mel Tillis, cantante statunitense (n. 1932)
- 19 novembre - Elías Tolentino, cestista filippino (n. 1942)
- 20 novembre - Pier Augusto Breccia, pittore, filosofo e saggista italiano (n. 1943)
- 20 novembre - Terry Glenn, giocatore di football americano statunitense (n. 1974)
- 20 novembre - Raimo Lindholm, cestista finlandese (n. 1931)
- 20 novembre - Stelio Posar, cestista e allenatore di pallacanestro italiano (n. 1933)
- 20 novembre - Janusz Wójcik, allenatore di calcio, calciatore e politico polacco (n. 1953)
- 20 novembre - Izabella Zielińska, pianista e pedagogista polacca (n. 1910)
- 21 novembre - Peter Berling, attore, scrittore e sceneggiatore tedesco (n. 1934)
- 21 novembre - David Cassidy, attore, cantante e chitarrista statunitense (n. 1950)
- 21 novembre - Wayne Cochran, cantante statunitense (n. 1939)
- 21 novembre - Dan Fitzgerald, attore statunitense (n. 1928)
- 21 novembre - Luis Garisto, calciatore uruguaiano (n. 1945)
- 21 novembre - Valentin Huot, ciclista su strada francese (n. 1929)
- 21 novembre - Otto Luttrop, allenatore di calcio e calciatore tedesco (n. 1939)
- 21 novembre - Massimo Quaini, geografo italiano (n. 1941)
- 21 novembre - Masao Sugiuchi, giocatore di go giapponese (n. 1920)
- 22 novembre - George Avakian, produttore discografico armeno (n. 1919)
- 22 novembre - Dmitrij Chvorostovskij, baritono russo (n. 1962)
- 22 novembre - Mona Fong, produttrice cinematografica, produttrice televisiva e cantante cinese (n. 1934)
- 22 novembre - Jon Hendricks, cantante statunitense (n. 1921)
- 22 novembre - Maurice Hinchey, politico statunitense (n. 1938)
- 22 novembre - Tommy Keene, cantautore statunitense (n. 1958)
- 23 novembre - Yüksel Alkan, cestista turco (n. 1931)
- 23 novembre - Tullio Baraglia, canottiere italiano (n. 1934)
- 23 novembre - Franco Coccia, politico e avvocato italiano (n. 1929)
- 23 novembre - Allan Harris, allenatore di calcio e calciatore inglese (n. 1942)
- 23 novembre - Anthony Harvey, regista e montatore britannico (n. 1931)
- 23 novembre - Joan Hess, scrittrice statunitense (n. 1949)
- 23 novembre - Carol Neblett, soprano statunitense (n. 1946)
- 23 novembre - Paul Paviot, regista e sceneggiatore francese (n. 1926)
- 23 novembre - João Ricardo, attore portoghese (n. 1964)
- 24 novembre - Ángel Berni, calciatore paraguaiano (n. 1931)
- 24 novembre - Vieri Magli, calciatore italiano (n. 1938)
- 24 novembre - John Thierry, giocatore di football americano statunitense (n. 1971)
- 25 novembre - Enrico Boccadoro, cantautore italiano (n. 1974)
- 25 novembre - Ignazio Colnaghi, attore, doppiatore e pubblicitario italiano (n. 1924)
- 25 novembre - Sotìr Ferrara, vescovo cattolico italiano (n. 1937)
- 25 novembre - Rance Howard, attore e regista statunitense (n. 1928)
- 25 novembre - Steve Jones, cestista statunitense (n. 1942)
- 25 novembre - Julio Oscar Mechoso, attore statunitense (n. 1955)
- 26 novembre - Eriase Belardi Merlo, politica italiana (n. 1934)
- 26 novembre - Armando Hart, politico e rivoluzionario cubano (n. 1930)
- 26 novembre - Alessandro Leogrande, scrittore e giornalista italiano (n. 1977)
- 27 novembre - Paolo Vallorz, pittore italiano (n. 1931)
- 28 novembre - Shadia, attrice e cantante egiziana (n. 1931)
- 28 novembre - Alice Lok Cahana, pittrice ungherese (n. 1929)
- 28 novembre - Willi Marquardt, calciatore tedesco orientale (n. 1934)
- 28 novembre - Wladimiro Settimelli, fotografo e giornalista italiano (n. 1934)
- 28 novembre - Zdeněk Šreiner, calciatore cecoslovacco (n. 1954)
- 29 novembre - Maria Luisa Altieri Biagi, linguista italiana (n. 1930)
- 29 novembre - Jerry Fodor, filosofo statunitense (n. 1935)
- 29 novembre - Slobodan Praljak, criminale di guerra e militare croato (n. 1945)
- 29 novembre - William Steinkraus, cavaliere statunitense (n. 1925)
- 29 novembre - Alan Withers, calciatore inglese (n. 1930)
- 30 novembre - Colin Groves, antropologo e zoologo britannico (n. 1942)
- 30 novembre - Donald Harper, tuffatore e ginnasta statunitense (n. 1932)
- 30 novembre - Mauro Maugeri, allenatore di pallanuoto e pallanuotista italiano (n. 1959)
- 30 novembre - Alfredo Milani, pilota motociclistico italiano (n. 1924)
- 30 novembre - Jim Nabors, attore e cantante statunitense (n. 1930)
- 30 novembre - Marina Popovič, ingegnera, scrittrice e aviatrice sovietica (n. 1931)